# Sébastien Charmant
Sébastien Charmant ist ein US-amerikanischer Schauspieler, Model und Barkeeper.

## Leben
Charmant stammt aus Boston. Nach seinem Umzug nach Los Angeles wirkte er in Musikvideos der Interpreten Beyoncé, Britney Spears, Chris Brown, Rihanna oder Katy Perry mit. Er spricht neben Englisch Französisch und Spanisch. 2013 erhielt er ein Zertifikat der Health Communications, Inc., 2014 leistete er Freiwilligendienst im Children’s Hospital Los Angeles. Ab 2013 war er als Fotomodel in verschiedenen Fotokampagnen unter anderen für Verizon Communications, Coca-Cola oder Budweiser Budvar zu sehen.
Seit 2011 ist er als Schauspieler tätig. Von 2013 bis 2014 war er in der Fernsehserie Jess Like Me in insgesamt 12 Episoden in der Rolle des Sean Harris zu sehen. Eine größere Rolle übernahm er 2018 in dem Tierhorrorfilm Megalodon – Die Bestie aus der Tiefe.
Seit Oktober 2014 arbeitet er hauptberuflich als Barkeeper im Mr. C Beverly Hills.

## Filmografie (Auswahl)
- 2011: Black and Jewish (Black and Yellow Parody) (Kurzfilm)
- 2012: Middle of Nowhere
- 2012: Canon
- 2012: Damien’s Quest (Fernsehserie, Episode 1x03)
- 2013: I’ll Meet You Back Then
- 2013–2014: Jess Like Me (Fernsehserie, 12 Episoden)
- 2014: Halloween Hell
- 2017: Kreizi 3 (Fernsehserie)
- 2017: #Adulting (Fernsehserie, Episode 2x03)
- 2018: Megalodon – Die Bestie aus der Tiefe (Megalodon, Fernsehfilm)
- 2018: Alien Predator – Hunting Season (Alien Predator)
- 2019: Home with a View of the Monster
- 2019: Verotika
- 2022: Power Book IV: Force (Fernsehserie, Episode 1x07)
- 2022: Try to Smile